# جام فرانتس بکن‌باوئر
جام فرانتس بکن‌باوئر یک مسابقه فوتبال دوستانه سالانه است که به افتخار فرانتس بکن‌باوئر نامگذاری شده است. این مسابقه قبل از شروع فصل توسط بایرن مونیخ برگزار می‌شود و بین میزبان و یک تیم مهمان در آلیانتس آرنا برگزار می‌شود.

## لیست قهرمانان
| سال   | تاریخ                        | قهرمان                       | نایب قهرمان                  | نتیجه                        |
| ----- | ---------------------------- | ---------------------------- | ---------------------------- | ---------------------------- |
| ۲۰۰۷  | ۱۵ اوت                       | بارسلونا                     | بایرن مونیخ                  | ۱–۰ (لیونل مسی '۸۵)          |
| ۲۰۰۸  | ۵ اوت                        | اینتر میلان                  | بایرن مونیخ                  | ۱–۰ (آمانتینو مانسینی '۵۲)   |
| ۲۰۰۹  | جام آئودی به جایش برگزار شد. | جام آئودی به جایش برگزار شد. | جام آئودی به جایش برگزار شد. | جام آئودی به جایش برگزار شد. |
| ۲۰۱۰  | ۱۳ اوت                       | رئال مادرید                  | بایرن مونیخ                  | ۰–۰ (۴–۲)                    |
| آینده | جام آئودی به جایش برگزار شد. | جام آئودی به جایش برگزار شد. | جام آئودی به جایش برگزار شد. | جام آئودی به جایش برگزار شد. |